# Arthroleptis xenodactyloides
Arthroleptis xenodactyloides е вид жаба от семейство Arthroleptidae. Видът не е застрашен от изчезване.

## Разпространение
Разпространен е в Замбия, Зимбабве, Малави, Мозамбик и Танзания.

## Описание
Популацията на вида е намаляваща.